# Гідропарк «Лузанівка»
Гідропарк «Лузанівка» — парк в Одесі на узбережжі Одеської затоки. Знаходиться в районі Лузанівка між Миколаївською дорогою і береговою лінією. Один з двох парків Пересипського району міста Одеси. Раніше парк носив назву ПК і В імені Г. І. Котовського, тому на деяких картах позначений саме під цією назвою. У гідропарку розташований однойменний пляж «Лузанівка».
Західна частина парку майже позбавлена дерев.
У 2011 році був проведений благоустрій гідропарку: виділено місце для шахового клубу, створено для цього невеличкий павільйон під деревами. Для прибічників активного відпочинку створений спортивний майданчик. У квітні 2014 розпочата реконструкція центральної алеї парку, яка має закінчитись до 15 травня 2014 року.

## Пляж «Лузанівка»
На відміну від інших Одеських пляжів, Лузанівка — природний піщаний пляж, оскільки весь район знаходиться на природному барі, що відокремлює Куяльницький лиман від Чорного моря. Дно пляжу пологе, на пляжі присутні усі умови для відпочинку із дітьми. Вода і земля на цій ділянці узбережжя знаходиться на одному рівні. З пляжу відкривається гарний вигляд на центр міста.
На березі є ігрові майданчики. Територія пляжу тут не поділена між приватними власниками. Лузанівка вважається найдемократичнішим серед одеських пляжів — відпочинок тут найдешевший. В останні часи Лузанівка перетворюється на дешевшу альтернативу Аркадії. Тут з'явився центр нічного життя міста, багато дискотек.

## Галерея

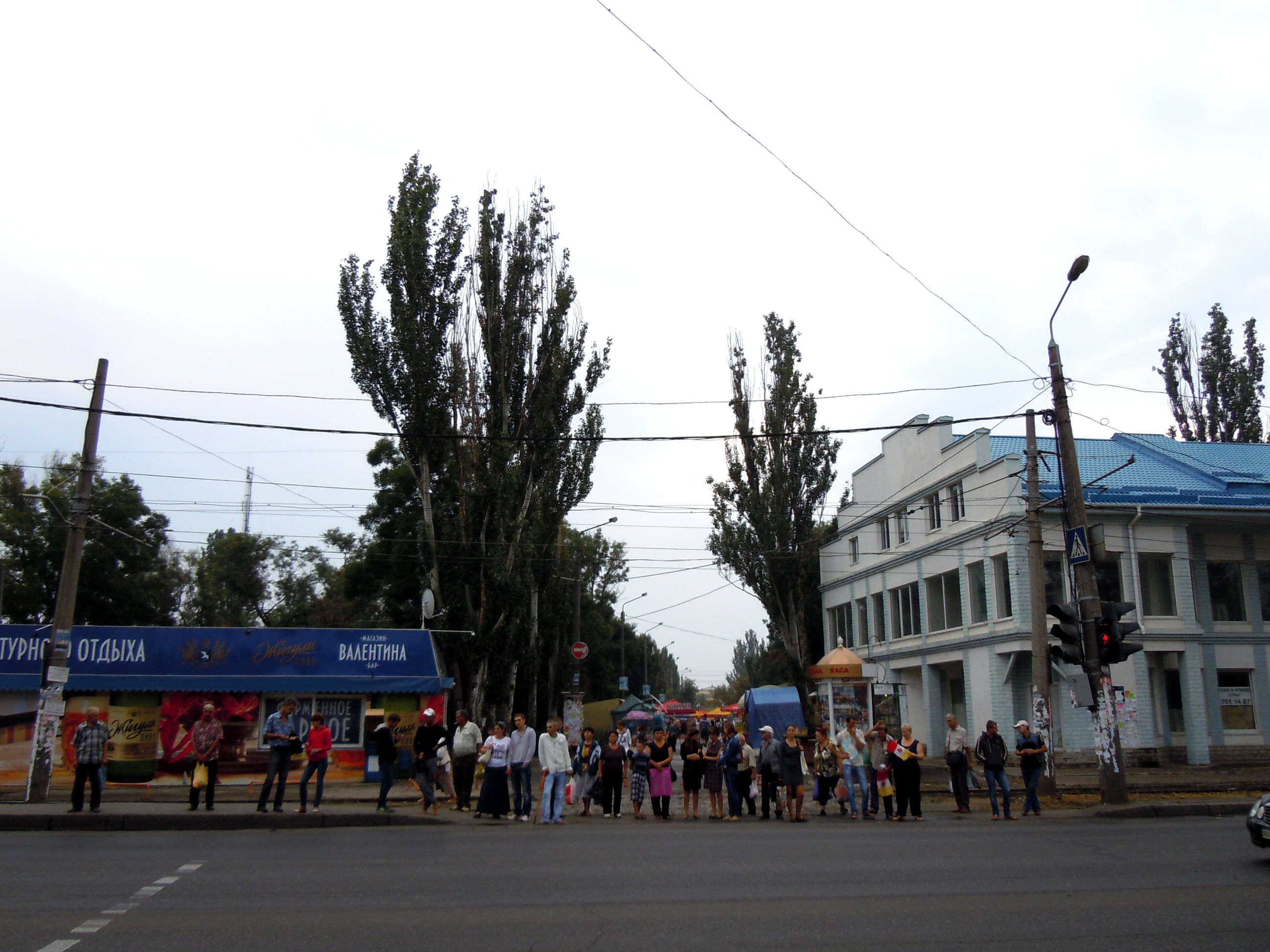
Головний вхід до гідропарку
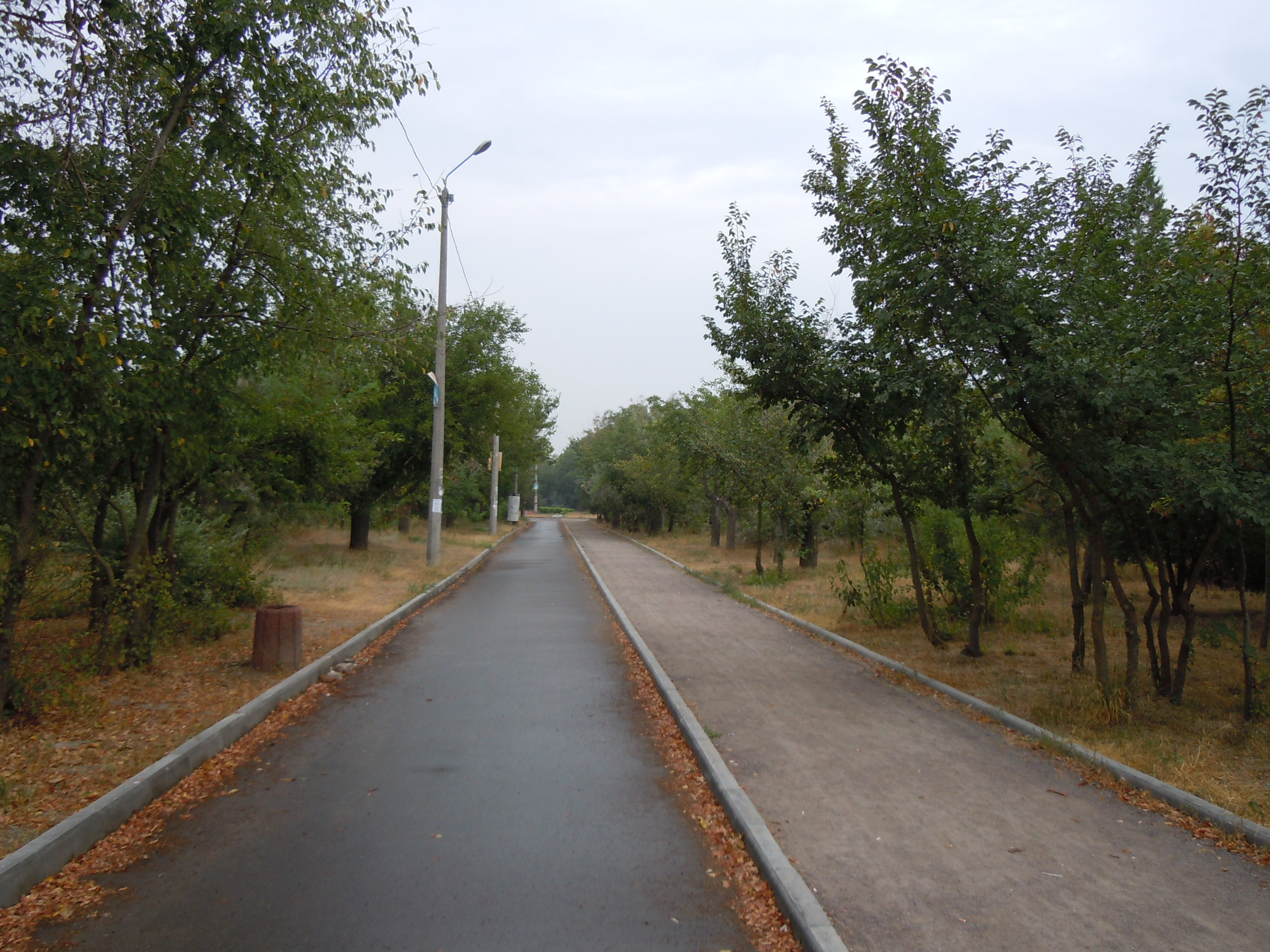
Алеї гідропарку
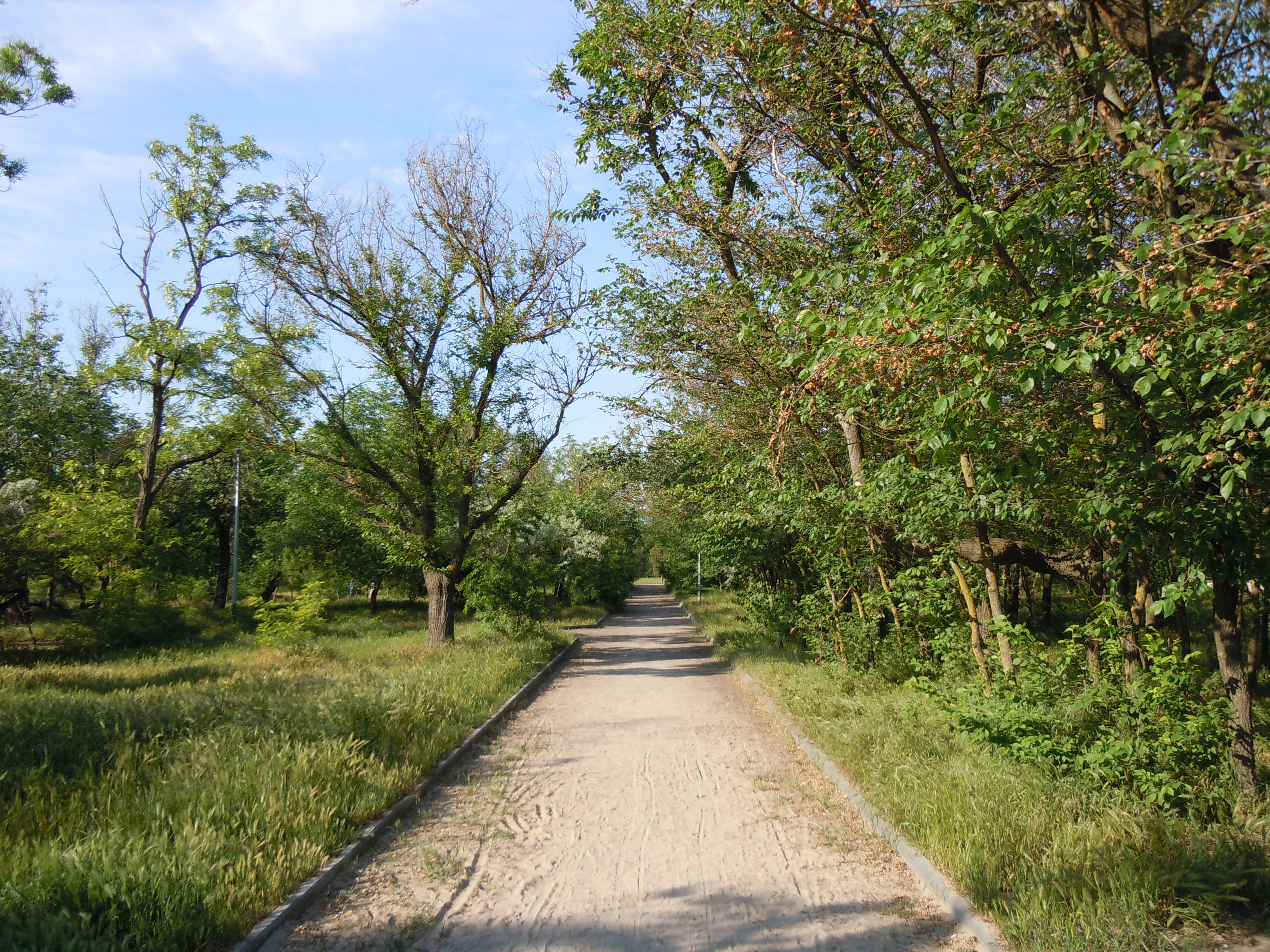
Алеї гідропарку
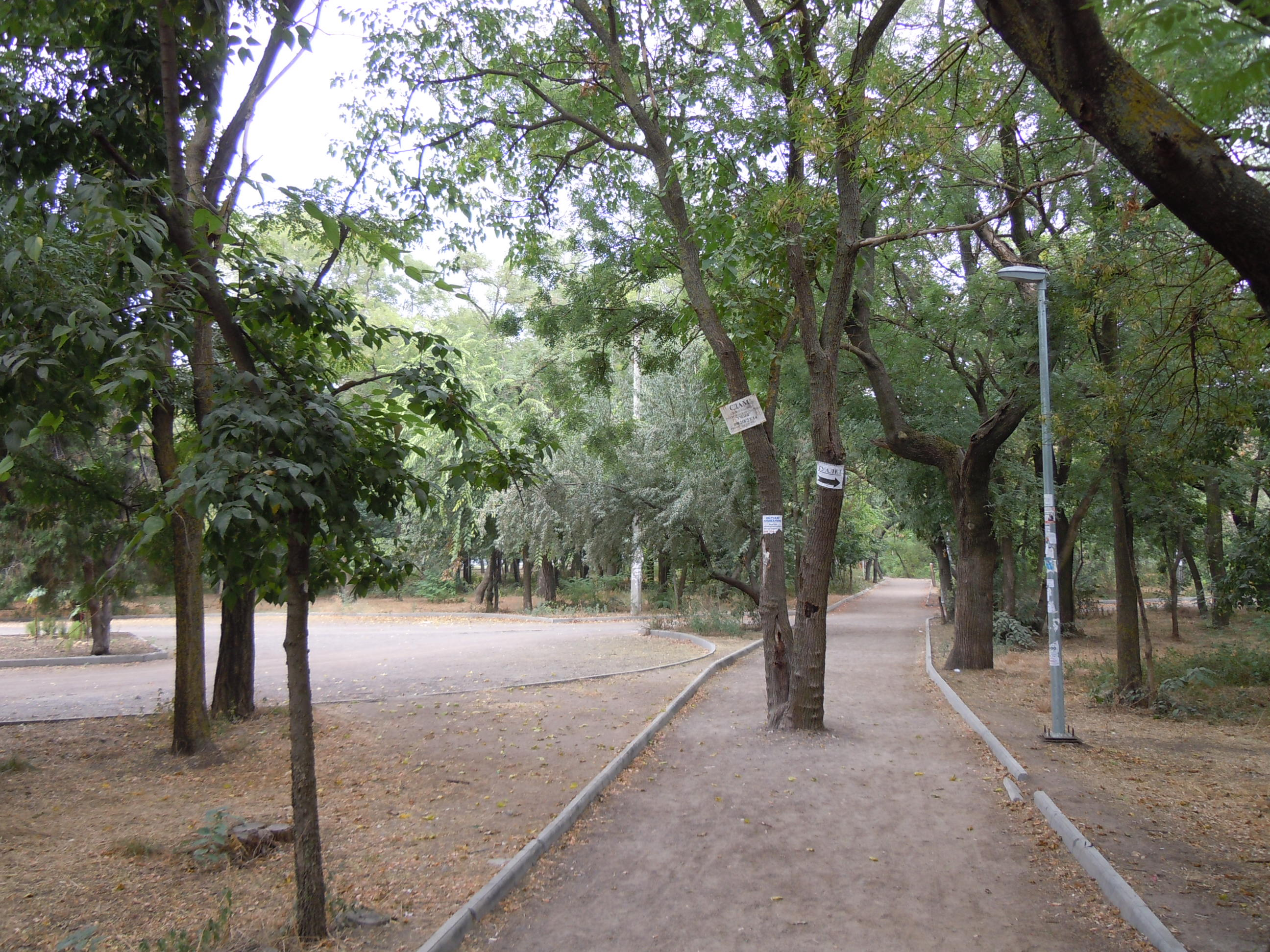
Алеї гідропарку
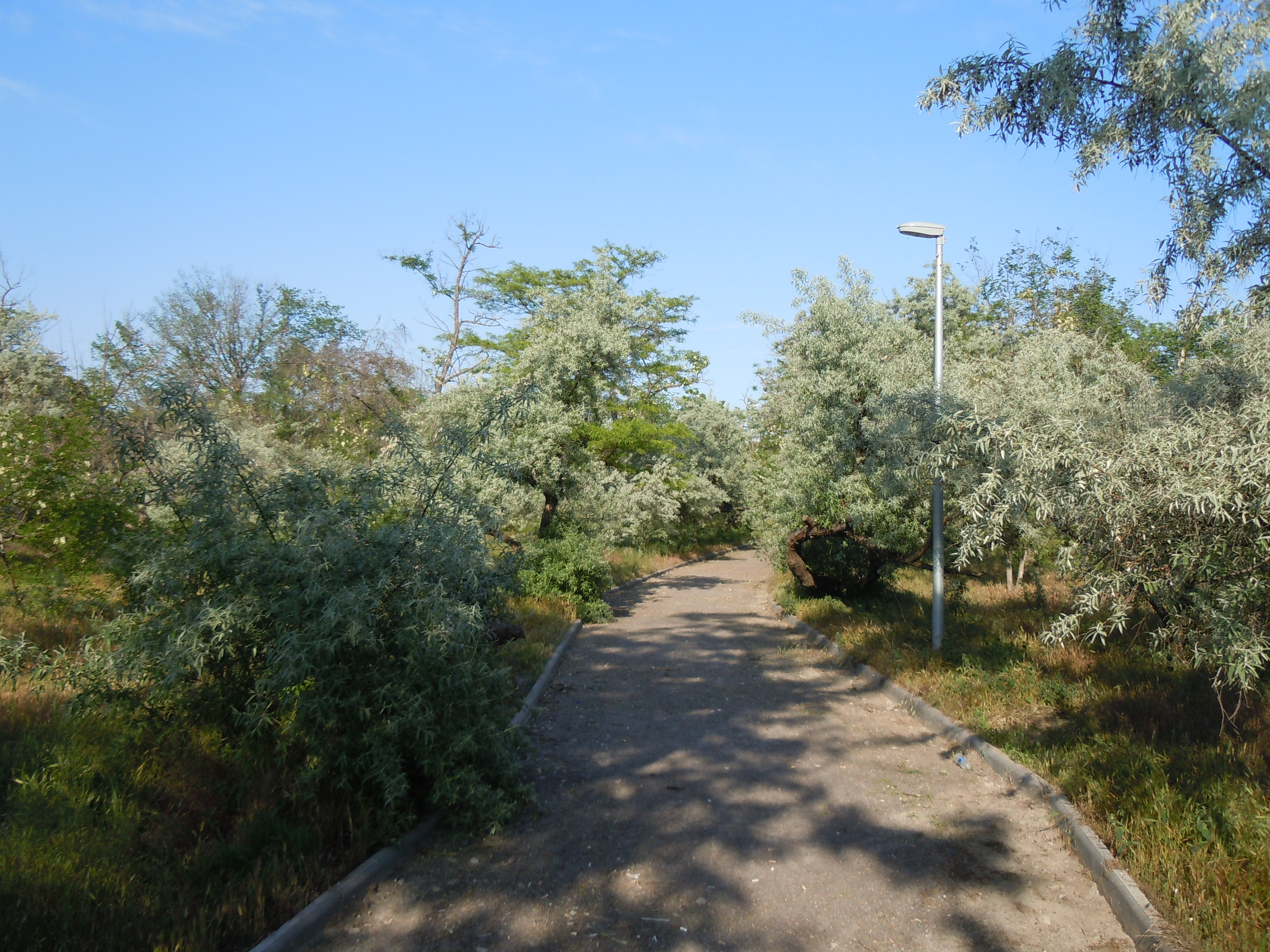
Алеї гідропарку
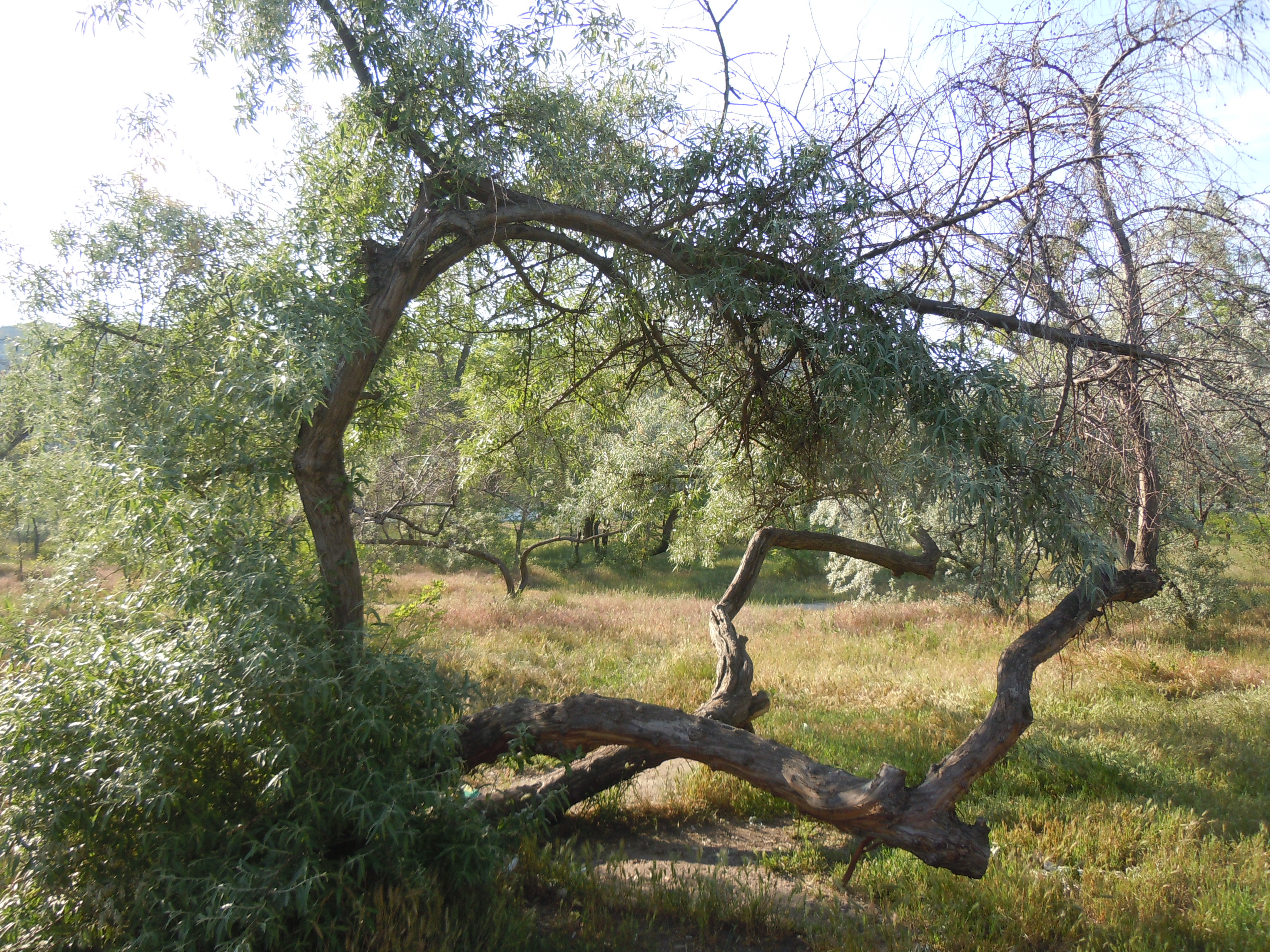
Маслинка вузьколиста (Elaeagnus angustifolia) - природна рослинність Куяльницького пересипу
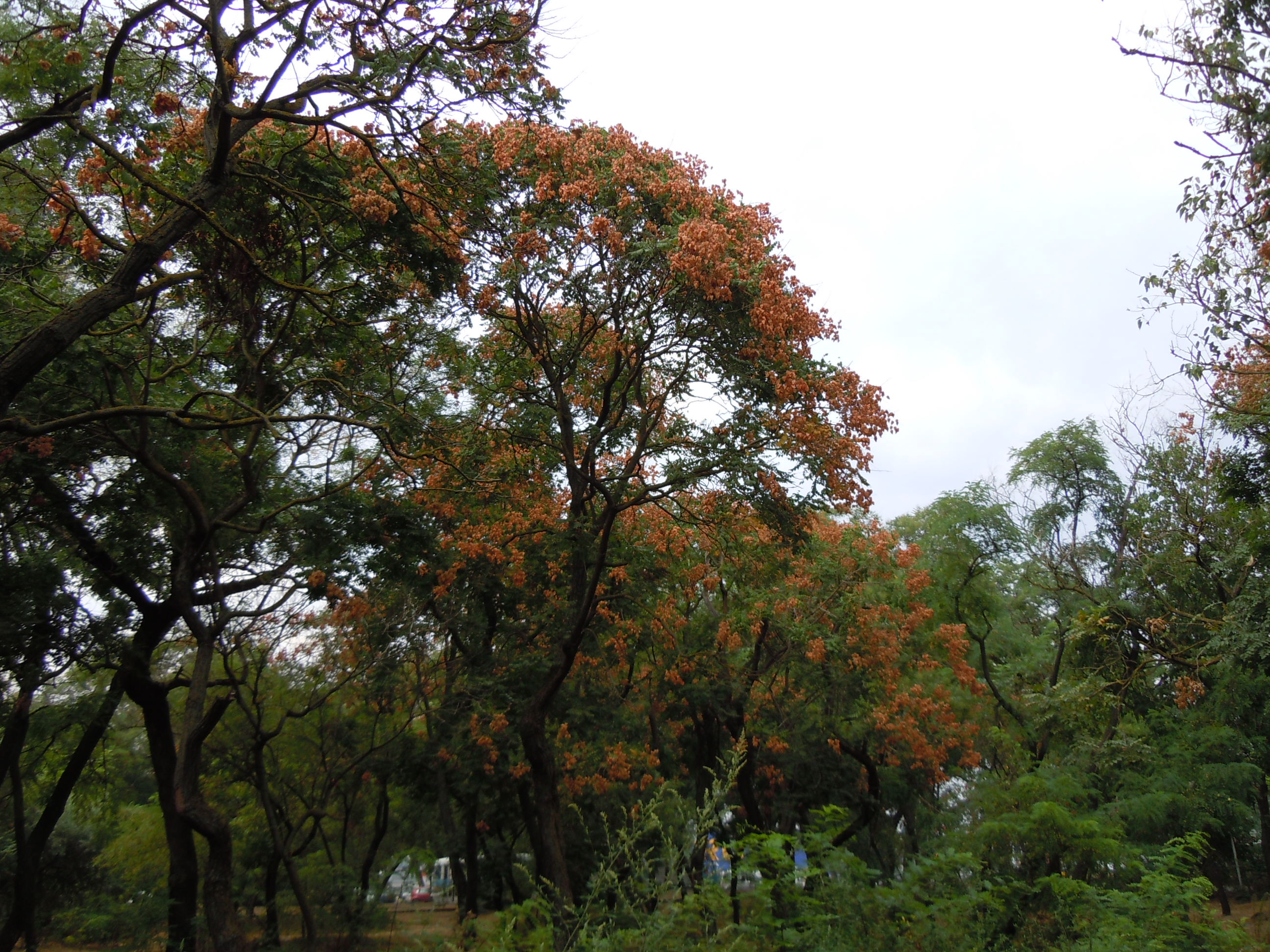
Мильне дерево (Koelreuteria paniculata) - штучні насадження
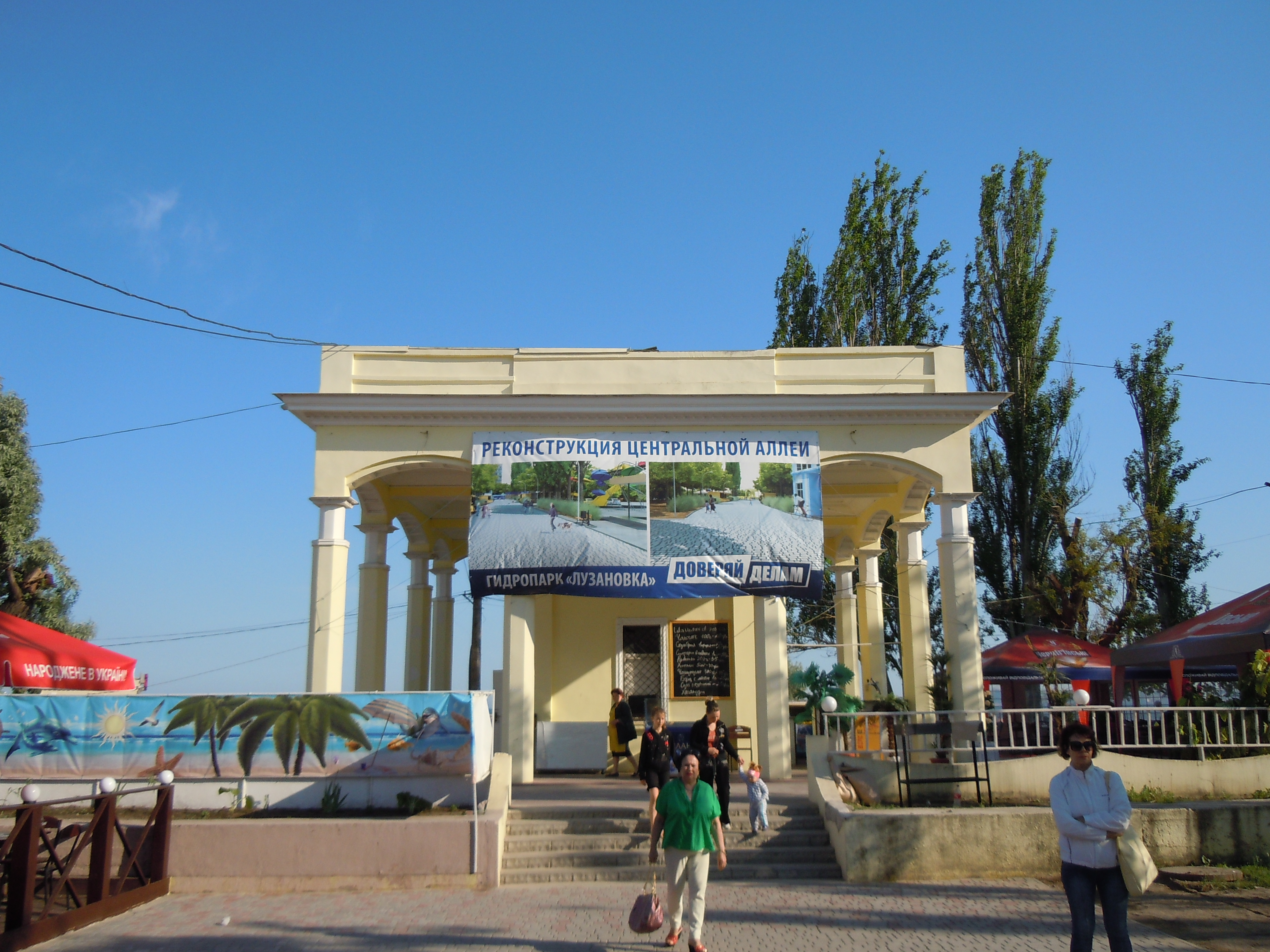
Павільйон на центральній алеї при вході до пляжу
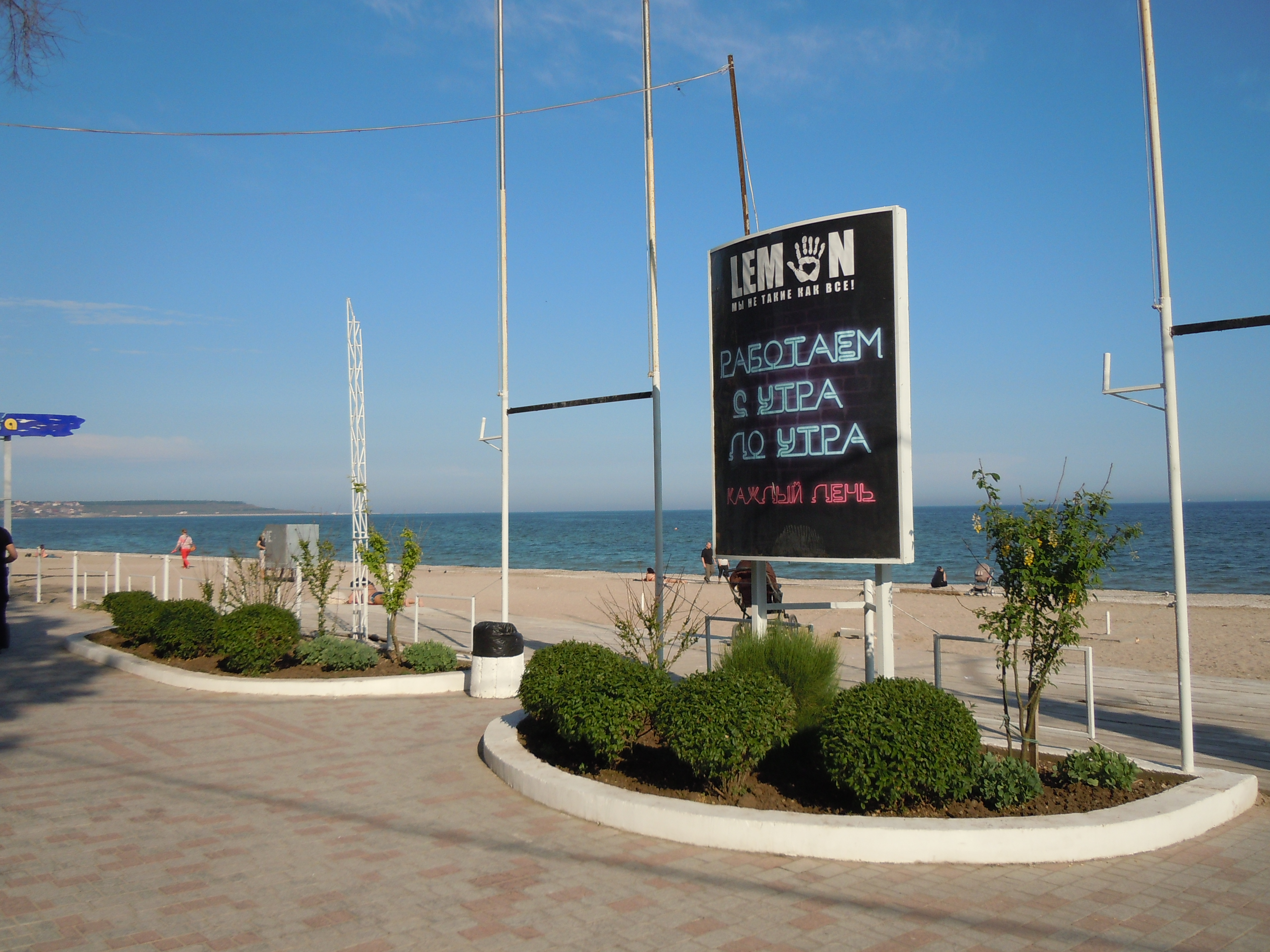
Алея вздовж пляжу
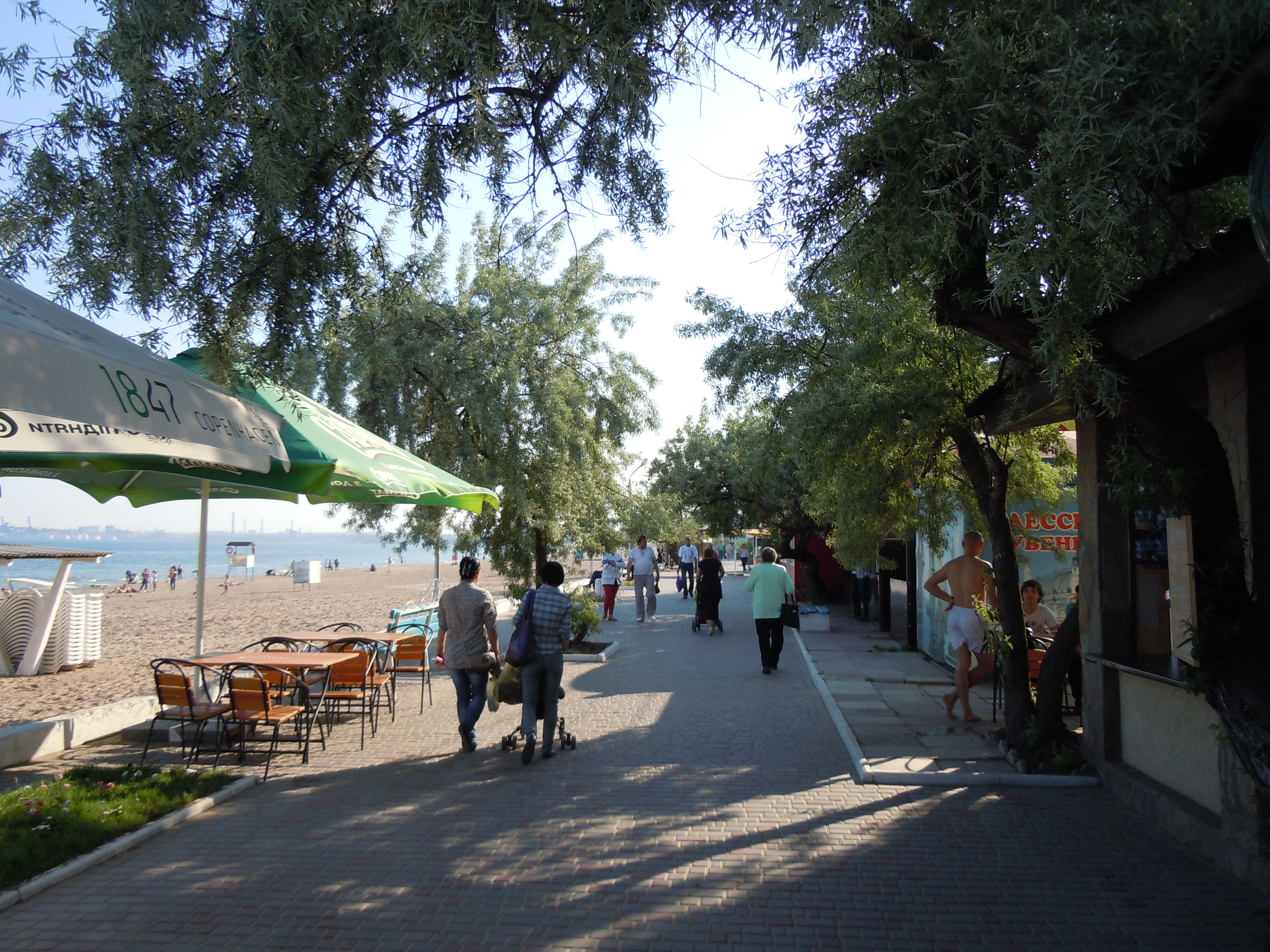
Алея вздовж пляжу